# Björn Afzelius bästa vol 1
Björn Afzelius bästa vol 1 är ett samlingsalbum av Björn Afzelius, utgivet 1988.

## Låtlista
1. "Jesus gick på vattnet" - 0:50
2. "Isabelle" - 4:07
3. "Tankar i Havanna" - 7:11 (live)
4. "Sång till friheten" - 4:06
5. "Så vill jag bli" - 5:30
6. "Nio liv" - 3:45
7. "Ljuset" - 5:39
8. "Europa" - 8:11 (live)
9. "Dockhemmet" - 3:31
10. "Livets skatt" - 4:14
11. "Fröken Julie" - 3:41
12. "På stormiga vatten" - 3:35
13. "Höst" - 7:30 (live)
14. "Till min kära" - 4:32